# Mike Schmulson
Mike Schmulson (Lituania, 16 de marzo de 1930-Houston, 15 de diciembre de 2016). Periodista colombiano de origen lituano judío.

## Primeros años
Nacido en Lituania en 1930, fue traído a los dos años de edad por sus padres (quienes venían a trabajar en calidad de médicos en la United Fruit Company) a la población de Ciénaga, Magdalena. Años después su familia se estableció en Barranquilla.

## Perfil
Bachiller del Colegio Americano de Barranquilla, graduado en Ingeniería Química en la Universidad del Atlántico y en Economía en la Universidad de Columbia, Nueva York. Alternó con el periodismo actividades como político e industrial. Durante diez años fue concejal de Barranquilla.
Fue narrador de béisbol y boxeo. Desde 1986 transmitió ininterrumpidamente los partidos de las Grandes Ligas por el canal regional Telecaribe.
Desde 1986 presentó en Telecaribe el programa «De frente con Mike», en el cual entrevistaba semanalmente a un personaje de actualidad.
Murió de cáncer linfático a los 86 años en Houston, Estados Unidos.